# Moranbong (zespół muzyczny)
Moranbong (kor. 모란봉악단, Moranbong akdan) – północnokoreański kobiecy zespół muzyczny założony w 2012 r. przez przywódcę tego kraju Kim Dzong Una w celu promocji kultury północnokoreańskiej. Według części źródeł Kim Dzong Un miał osobiście dobierać członkinie zespołu, z których każda gra na kilku instrumentach muzycznych. Członkinie zespołu występują w spódniczkach mini i szpilkach lub mundurach wojskowych, każda ma stopień wojskowy. W utworach zespół sławi północnokoreański reżim.